# Старий Павлів
Старий Павлів (Старий Павлув, пол. Stary Pawłów) — село в Польщі, у гміні Янів Підляський Більського повіту Люблінського воєводства. Населення — 236 осіб (2011).

## Історія

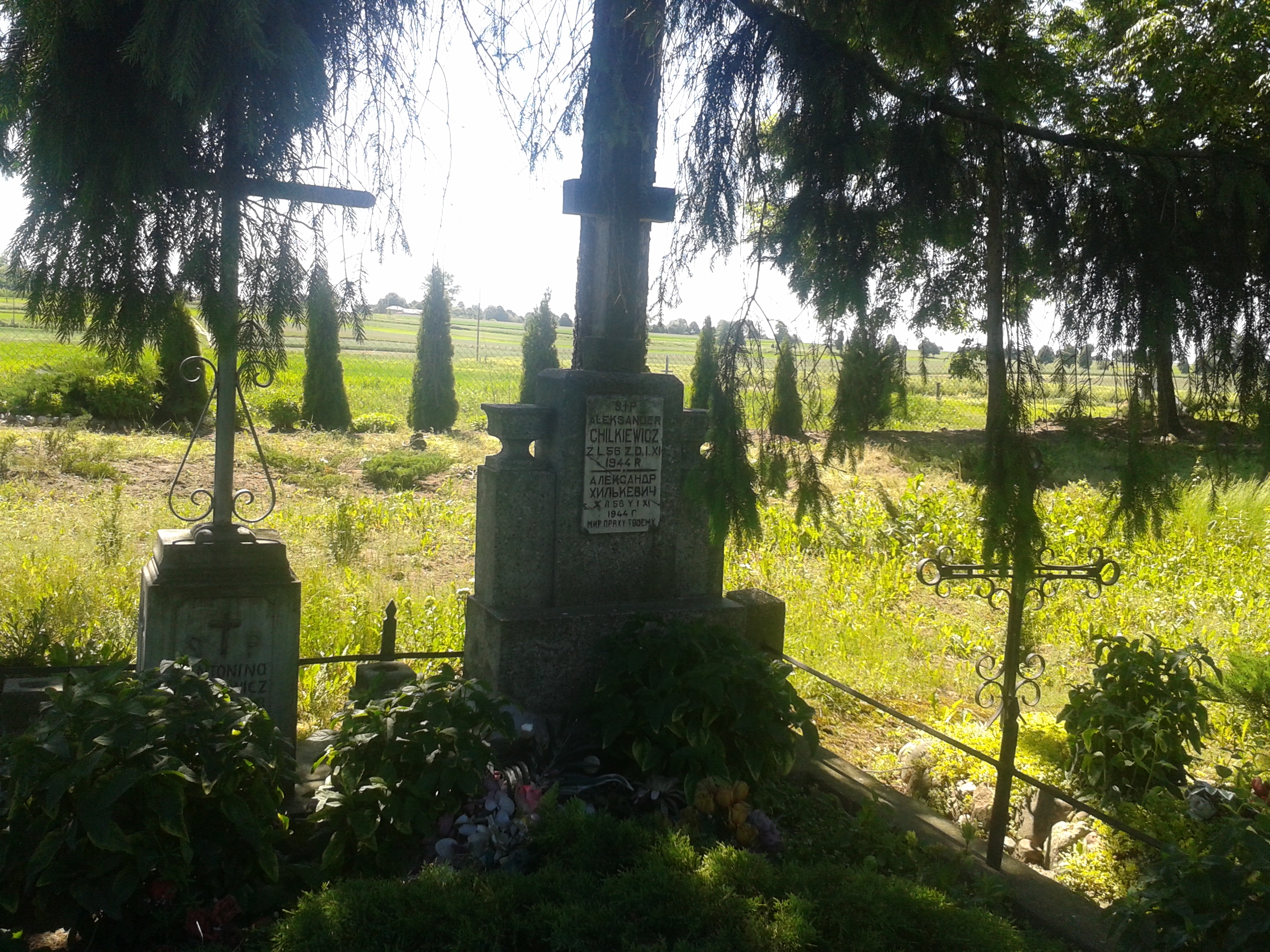
Православний цвинтар

У 1943 році в селі мешкало 62 українці та 600 поляків. У 1947 році в рамках операції «Вісла» польською армією із села було виселено 15 українців.
У 1975—1998 роках село належало до Білопідляського воєводства.

## Населення
Демографічна структура станом на 31 березня 2011 року:
|          | Загалом | Допрацездатний вік | Працездатний вік | Постпрацездатний вік |
| -------- | ------- | ------------------ | ---------------- | -------------------- |
| Чоловіки | 123     | 34                 | 78               | 11                   |
| Жінки    | 113     | 24                 | 65               | 24                   |
| Разом    | 236     | 58                 | 143              | 35                   |